# Nelson Mandelapark (Eindhoven)
Het Nelson Mandelapark is een park in Eindhoven, gelegen in de buurt Genderbeemd.
De naam komt voort uit een burgerinitiatief, gestart na de dood van Nelson Mandela (2013), met het doel om in eerste instantie een straat naar hem te noemen in de tot Genderbeemd behorende Vrijheidsstrijdersbuurt. Daar bleken geen straatnamen beschikbaar te zijn, waarop uiteindelijk gekozen werd voor de groenstrook ter weerszijden van het fietspad tussen de Kasteellaan en de grens met de gemeente Veldhoven. Dit ligt ten oosten van de genoemde Vrijheidsstrijdersbuurt.
Op 16 mei 2014 werd het Nelson Mandelapark officieel geopend door het plaatsen van de naambordjes.
In het park bevindt zich een monumentale Hollandse iep, behorende tot de cultivar: Ulmus x hollandica 'Belgica' .